# Halifax Windjammers
Los Halifax Windjammers fueron un equipo de baloncesto canadiense con sede en Halifax, Nueva Escocia, que compitieron en la World Basketball League dos temporadas, y otras dos en la NBL. Disputaban sus partidos como local en el Halifax Metro Centre, pabellón con capacidad para 11.093 espectadores.

## Historia
Los Windjammers comenzaron su andadura entrando en la expansión de 1991 de la World Basketball League. La asitetencia de público a sus partidos duplicaba la de la media de la liga, con 5.601 espectadores de media por partido por los 2.623 de todos los equipos juntos. En su primera temporada se les otorgó la organización del All-Star Game, que contó con 9.160 espectadores el 10 de julio de 1991. Esa primera temporada la acabaron con 21 victorias y 30 derrotas, quedando fuera de los playoffs.
Al año siguiente, y con un mes para terminar la competición, la liga quebró. En ese momento los Windjammers llevaban 19 victorias y 14 derrotas. Tras la desaparición de la WBL, se unieron junto a otros equipos canadienses, a la NBL, una liga menor canadiense, donde en su primera temporada acabaron con 20 victorias y 26 derrotas, ocupando la quinta posición en la clasificación. Al año siguiente, y cuando lideraban la competición con 15 victorias y 6 derrotas, la liga quebró.

## Temporadas
| Temporada | Liga | Denominación        | G  | P  | %    | Puesto | Play-off |
| --------- | ---- | ------------------- | -- | -- | ---- | ------ | -------- |
| 1991      | WBL  | Halifax Windjammers | 21 | 30 | 41,2 | 4º     | -        |
| 1992      | WBL  | Halifax Windjammers | 19 | 14 | 57,6 | 4º     | -        |
| 1993      | NBL  | Halifax Windjammers | 20 | 26 | 43,5 | 5º     | -        |
| 1994      | NBL  | Halifax Windjammers | 15 | 6  | 71,4 | 1º     | -        |